# Chèque-vacances
Pour les articles homonymes, voir Chèque Reka.
Le chèque-vacances est une aide personnalisée gérée par l’Agence nationale pour les chèques-vacances (ANCV) et instituée par le ministère du Temps libre français en 1982 pour favoriser le départ en vacances des salariés.

## Historique
Le chèque-vacances est la principale réalisation du ministère du Temps libre. C’est ce ministère et André Henry son ministre qui ont porté le projet jusqu'à la signature de l’ordonnance le 26 mars 1982 instituant l’ANCV, sa composition résulte d'un décret de septembre 1982, pris après une large consultation avec les organisations syndicales et patronales et le ministère des finances. L’ANCV est un établissement public à caractère industriel et commercial (EPIC). Le ministère délégué au Tourisme en assure la tutelle. Toutefois, la première création de chèque-vacances revient à l'initiative suisse, dès 1939, et la mise en place des « chèques Reka » par la Reka (abréviation de Schweizer Reisekasse ou Caisse suisse de voyage).
Le 21 septembre 2012, la ministre du Commerce et du Tourisme Sylvia Pinel annonce qu'elle va réformer l'ANCV à la suite d'un rapport de la Cour des comptes qui critique sa gestion.

## Principe
La vocation de l’Agence nationale pour les chèques-vacances (ANCV) est de faciliter le départ en vacances des plus défavorisés. Pour cela, les salariés peuvent acheter des bons appelés chèques-vacances par le biais de leur entreprise qui en finance une partie, si celle-ci est volontaire. La partie financée par l’entreprise est exonérée de la taxe sur les salaires.
Lors de la création du dispositif, les salariés devaient obligatoirement épargner le montant d’achat des chèques-vacances sur plusieurs mois, alors qu’en 2003, seule la moitié des chèques émis résulte d’une épargne spécifique préalable.
L’ANCV délivre aux employeurs ou aux comités d'entreprises les chèques d’une valeur faciale de 10 €, de 20 €, de 25 € et de 50 €.
La redistribution de ces chèques-vacances et le montant subventionné sont souvent assujettis au niveau de ressource du salarié sans que cela soit une obligation. Cependant, l'article définit un critère suspensif en fonction du revenu fiscal de référence. La législation propose un mécanisme d'épargne complémentaire pour faciliter l'acquisition des chèques-vacances par les salariés sans l'imposer.

## Utilisation
Leur utilisation est très variée, mais toujours en lien avec les vacances : transport, hôtellerie, restauration et services culturels.
Le chèque-vacances connaît aujourd’hui le succès : en 2011, 116 millions de chèques-vacances sont distribués pour un peu plus de 1,3 milliard d'euros par 20 000 entreprises et 170 000 prestataires qui les acceptent.

### Dématérialisation
L'ANCV a annoncé une dématérialisation des titres de chèques-vacances pour 2020,,,. 
L'ANCV met en place Chèque-Vacances Connect, une application mobile qui permet de payer un voyage sur internet, par téléphone, en boutique ou grâce à une borne automatique. Cette application permet le paiement des hôtels, campings, agences de voyages, etc. Le déploiement démarre en septembre 2020.

### Transport
La Société nationale des chemins de fer français (SNCF) a annoncé ne plus accepter les Chèque-Vacances papier à partir du 1er janvier 2025.

### Autoroutes
À compter du 1er janvier 2013, pour les péages d'autoroutes français, le support papier est remplacé par un badge de télépéage. En 2016, le coût du badge obligatoire était de quatre euros, auquel s'ajoutent (chez APRR par exemple) onze euros de « mise en service ». Le montant des chèques-vacances qu'il est possible d'utiliser sur les autoroutes est limité à 150 euros par année civile ; au-delà, il est facturé deux euros par mois où le télépéage est utilisé au moins une fois. Il est obligatoire de donner un mandat de prélèvement sur son compte bancaire pour pouvoir utiliser les chèques-vacances sur l'autoroute.

## Financement de l’Agence
L’Agence nationale pour les chèques-vacances (ANCV) est financée par deux commissions : une prise sur l’émission des chèques-vacances auprès des salariés et l’autre sur le remboursement des chèques-vacances auprès des entreprises du tourisme les acceptant. De 1982 à 2003, ces commissions, qui s’élèvent à un taux de 1 %, ne suffisent pas à équilibrer le budget d’exploitation.
L’Agence est également financée par un résultat exceptionnel relevant de chèques-vacances périmés et non-remboursés.
Enfin, le délai entre le paiement des chèques-vacances et leur remboursement assure à l’agence une trésorerie importante qui lui permet de générer des revenus de placement et donc d’obtenir un résultat financier positif.

## Autres missions de l’Agence
La gestion des chèques-vacances génère pour l’Agence nationale pour les chèques vacances (ANCV) un excédent (par le non remboursement de certains chèques-vacances périmés) qu’elle utilise pour financer d’autres missions.

### Programme social
L'ANCV contribue également à la cohésion sociale et promeut une culture de départ en vacances, surtout à destination de la France, à travers différents programmes :
- Aides aux Projets Vacances (APV),
- Bourse Solidarité Vacances (BSV),
- Seniors En Vacances (SEV),
- Départ 18:25.

### Subventions et prêts aux acteurs économiques
En parallèle de son aide aux particuliers, l’ANCV finance également les entreprises du secteur touristique. Elle propose des subventions et des prêts pour la rénovation des lieux d’hébergement touristique et une participation financière pour la réalisation d’études et diagnostics.

## Résultats
Les objectifs de l’ANCV sont précisés dans un contrat d'objectifs et de performances avec l’État. Le contrat 2017 – 2021 donne les objectifs suivants :
|                                           | 2016 (constaté)                      | 2021 (objectif) |
| Montant des chèques vacances hors PME     | 1 503 M€                             | 1 668 M€        |
| Montant des chèques vacances pour les PME | 67 M€                                | 89 M€           |
| Bénéficiaires directs                     | 4,28 millions                        |                 |
| Bénéficiaires de l'aide sociale           | 248 000 +60 000 pour l’aide sportive | 250 000         |

Par ailleurs, une étude de l’université de Poitiers de 2015 estime que le montant total des chèques-vacances accordés entraine un doublement voire un triplement de dépenses supplémentaires auprès des entreprises du secteur touristique.